# Důchodová reforma
Důchodová reforma je snaha vlády státu změnit, či transformavat nastavení důchodového systému, který občanům státu zajišťuje starobní důchody. Důvodem jsou hlavně snahy o zmírnění nespravedlností, finanční neudržitelnost stávajícího systému a nesrozumitelnost vyplácení.
Z pohledu historického i budoucího se budou snahy o reformy vracet, jakmile dosáhnou parametry určitého neudržitelného bodu. Podle hospodářských liberálů, dokud bude mít systém sociálního zabezpečení pod kontrolou stát, je toto nevyhnutelný osud. Nicméně heterodoxní ekonomie (Post-Keynesovská ekonomie) poukazuje na to, že pouze stát dokáže spravovat systém sociálního zabezpečení. Nesouhlas na tomto je založen na teoretickém sporu o povaze pěněz (exogenní vs. endogenní pojetí penež).

## Politická vůle
Demografická situace nahrává tomu, že počet lidí v důchodovém systému k poměru k pracujícím se bude zvyšovat. To velmi ovlivní rozhodování politiků o výši důchodů a jejich financování, důchodci představují a budou představovat stále větší voličskou skupinu. Současný politický cyklus demokratických voleb, jednou za čtyři roky k urnám, neumožnuje spojit odpovědnost stávající vlády s výsledky reformy. Chybí tak motivace k provední dlouhotrvajících změn jako je důchodová reforma, jejíchž účinky se projeví v horizontu desítek let.
Vládnoucí politické strany mají v demokracii tendeci dlouhodobé reformy odsouvat a praktikovat jednoduché "kupování hlasů" drobnými zvýšeními nad rámec valorizace, které nevyhnutelně vede k většímu zadlužování státu a možnosti pádu do dluhové spirály.
Stárnutí populace je v posledních letech předmětem mnoha diskusí, často vyjádřených alarmistickým jazykem, který obhajuje vyhýbavé politické kroky k odvrácení hrozící demografické krize. Populační stárnutí bylo často shrnuto prostřednictvím zvyšujících se poměrů závislosti na stáří. Věk je proto vnímán jako zdroj závislosti, který údajně způsobuje ekonomické problémy. I když se tyto vjemy zdají intuitivní, jsou otevřené dotazům a mohou být zavádějící. Ekonomická diskuse o stárnutí byla v přístupu do značné míry neoklasická (Národní rozpočtová rada). Stárnutí se stalo specialitou v populační ekonomii, která je sama o sobě specializací v neoklasicistním mainstreamu. Alternativní pohled pochází od autorů sociologie a sociální politiky, kteří si vytvořili vlastní „politickou ekonomii stáří“. Na rozdíl od neoklasického individualismu sociologická zobrazení stárnutí zdůrazňovala sociální konstrukci stáří a strukturovanou závislost starších osob. Složitá kauzalita ztěžuje identifikaci a rozpojení různých faktorů stárnutí a jeho sociálních důsledků. Populace, technologie a instituce jsou na sobě závislé a bylo by nerozumné přiřadit kauzální přednost kterémukoli z nich. Bezpečnějším způsobem postupu je podívat se na nedávné strukturální změny obecně, bez identifikace základních příčin, a zvážit, jak post-Fordismus a stárnutí populace spadá do širších trendů.
Tvůrci veřejné politiky hovoří o blížící se krizi u veřejných důchodových opatření. Zdůrazňují demografický vývoj v kombinaci s průběžnou povahou veřejných důchodových systémů. Jejich řešení obvykle zahrnuje snížení výhod dosažených zvýšením věku odchodu do důchodu, přechodem na předběžné financování a investováním do akcií. Takové politiky nevyřeší problém, který představuje velká skupina důchodců, a mohou jej ještě zhoršit. Předběžné financování by mohlo být deflační a ve skutečnosti zpomalit akumulaci kapitálu.
| Taxanomie reforem penzí: dle Palley (1998) | Taxanomie reforem penzí: dle Palley (1998) | Předfinancování (nutnost akumulovat úspory předem)                 | Předfinancování (nutnost akumulovat úspory předem)                 | Předfinancování (nutnost akumulovat úspory předem) |
| Taxanomie reforem penzí: dle Palley (1998) | Taxanomie reforem penzí: dle Palley (1998) | kompletní                                                          | částečné                                                           | žádné                                              |
| Privatizace                                | silná                                      | soukromé účty                                                      | soukromé účty (individuální spoření) + vládní důchod               | x                                                  |
| Privatizace                                | slabá                                      | dluhopisy a akcie držené svěřeneckým fondem sociálního zabezpečení | dluhopisy a akcie držené svěřeneckým fondem sociálního zabezpečení | x                                                  |
| Privatizace                                | žádná                                      | pouze vládní dluhopisy                                             | pouze vládní dluhopisy                                             | P.A.Y.G.                                           |

## Důchodová reforma v ČR 1996–2016
V roce 1996 byla prezentována liberálními ekonomy neudržitelnost důchodového systému do budoucna. Zásadní změnou by byla možnost vyvést část peněz, které běžně odchází do státního systému (první pilíř), do některého ze soukromých penzijních fondů (druhý pilíř). Dalším krokem bylo sjednocení DPH na 20%, kvůli udržitelnosti financování. Kvůli nedostatečné podpoře veřejnosti a pádu vlády pod vedením premiéra Petra Nečase (ODS), která reformu schválila, byl druhý zavedený pilíř roce 2016 zrušen. Reformu tak můžeme označit za neúspěšnou.

## Důchodová reforma v ČR od roku 2019
V roce 2019 vznikl poradní orgán vlády, a to důchodová komise, která dostala za úkol shodnout se na parametrech důchodové reformy.
Tato důchodová reforma, kterou ministerstvo práce a sociálních věcí nazvalo „spravedlivá důchodová reforma“, deklaruje tři cíle:
- udržitelnost
- spravedlivost
- srozumitelnost

Komise se shodla, že má vzniknout tzv. nultý pilíř, základní důchod po odpracování 25 let. Dále má vzniknout bonus 500 Kč za každé vychované dítě v primární péči a snížený důchodový věk pro náročné profese. První pilíř má stále existovat a zajišťovat důchod závislý na odpracované kariéře.
Jednotlivé fáze reformy byly naplánovány až do roku 2025. Vláda Andreje Babiše reformu neschválila. Další pokus si předsevzala k prosazení vláda Petra Fialy. 

## Reforma z pohledu ekonomických teorií
Ekonomické modely a teorie jsou částečné a často předpojaté ideologií. V současné situaci mají vládní modely neoklasicistní zvrat na volném trhu, což dává neoliberálním politikám prioritu s ohledem na růst a zaměstnanost. Tento výsledek je v rozporu se skutečností, kde je skandinávský model blahobytu velmi úspěšný. Model volného trhu poskytuje zaujatý obraz úsporných politik pro současnost a nákladů na vytváření udržitelného rozvoje pro budoucnost. Teorie „selhání trhu“ poskytuje konvenční odpověď na existenci institucí sociálního státu. Naproti tomu klasický „přebytkový“ přístup k teorii rozdělení příjmů silně zdůrazňuje úlohu třídního konfliktu a veřejných institucí při regulaci konfliktu. Je tedy široce otevřena množství analytických a historických studií, navržených zejména skandinávskými učenci sociálního státu. Zatímco neoklasická ekonomie navrhuje dvoustupňový přístup, v němž sociální stát ex post zasahuje do tržně určené distribuce příjmů, aby nahradil selhání trhu, klasický přístup navrhuje jednorázový postup s ohledem na stát (a jeho postavení v mezinárodním systému globálního boje o zdroje, moc, území, trhy, ideologii a bezpečnost), jeho kapacitu generovat a kontrolovat část sociálních zdrojů jako oblast sociálního (vnitrostátního a mezinárodního) konfliktu, a proto jako důležitý faktor v regulaci rozdělení příjmů mezi konfliktní sociální třídy.
Přístupy můžeme charakterizovat dle tabulky Jiřího Šteklače, Marca Lavoie a Milana Sojky
| Disciplína                           | Postkeynesiánští ekonomové (heterodoxní pojetí) | Neoklasičtí ekonomové (ortodoxie)                                                 |
| Mód myšlení                          | babylónský | eukleidovský                                                                      |
| Chápání omezenosti systému           | otevřené | uzavřené                                                                          |
| Jádro metodologie                    | kritický realimus, otevřené systémy, neergodicita | pozitivismus, matematický formalismus                                             |
| Náhled na sociální interakci         | holistický (kolektivistický) | individualistický                                                                 |
| Pojetí složek systému                | organismatické | atomistické                                                                       |
| Chápání času                         | historické | logické                                                                           |
| Ergodicita systému                   | nepřevoditelnost na pravděpodobnost a stochastické procesy (ekonometrie) | převoditelnost na pravděpodobnost                                                 |
| Metodologická diverzita a Ergodicita | neergodický (transmutabilní) a pluralismus | ergodický (immutabilní) a singularismus                                           |
| Konstrukce makroekonomie             | klam složení | mikroekonomická fundace                                                           |
| Primární metoda makroekonomie        | retrodukce (abdukce) | dedukce                                                                           |
| Primární cíl ekonomické vědy         | vysvětlování ekonomické reality | predikce budoucího vývoje                                                         |
| Faktická ambice                      | doporučení pro hospodářskou politiku | hledání abstraktní rovnováhy                                                      |
| Ekonomické jádro                     | produkce a růst | směna a vzácnost                                                                  |
| Politické jádro                      | státní intervence, „kapitalismus s lidskou tváří“, neelitářský sociální liberalismus, obecná slušnost, liberální socialismus (Josef Macek), konzervativní socialismus (Michea, Drulák), sociální demokracie (týká se zájmů dělnické třídy a malých podniků, nezaměstnanosti, nerovnoměrného rozdělení příjmů a moci, ekonomické nestability) | „volný trh“, deregulace, neoliberalismus, nadvláda velkého kapitálu, rentiérismus |
| Politická orientace                  | střed, levý střed, levice (rovnostářské hodnoty a sociální spravedlnost), reformistické postavení a nehmotné kulturní hodnoty ⇒ důraz na stabilizační roli státu ve smíšené ekonomice na makroekonomické a mikroekonomické úrovni | střed, pravý střed, krajní pravice („liberální fašismus“), liberální levice       |
| Možnost neutrální analýzy            | ne | ano                                                                               |
| Peníze                               | endogenní; peněžní teorie výroby (monetary theory of production) | exogenní, kvantitativní teorie peněz                                              |
| Kapitalismus                         | Kapitalismus je součástí evolučního procesu (Darwin, Hodgson), který se vyznačuje motivem finanční akumulace (vnitřní nestabilita kapitalistické tržní ekonomiky; tendence k nerovnoměrnému rozdělení příjmů, bohatství a moci). Kapitalismus není univerzální sociální systém, je to fáze historického vývoje.                              | harmonie zájmů, rovnováha, „vrchol dějin“, spravedlnost zajištěna trhem           |

Sociální spravedlnost je klíčovým principem sociální politiky, ovšem o jeho obsah jsou vedeny zásadní spory (Liberalismus contra Holismus), obvykle na škále od pojetí Johna Rawlse (A Theory of Justice, 1971) „kolektivistický liberalismus“ (levicově liberální pozice) spravedlnosti jako „férovosti“, experiment „závoje nevědomí“, sociální a ekonomické nerovnosti mají být uspořádány tak, aby sloužily maximálnímu prospěchu nejméně zvýhodněných občanů), až po Roberta Nozicka (Anarchy, State and Utopia, 1974) „anarcholibertarianismus“ (libertariánská pozice) spravedlnost jako „právo“, odmítá redistribuci majetku jakožto zásah do práv člověka, odmítá aby jedni byli prostředkem druhých. Vedle liberální debaty o rovnosti jako abstraktního práva, existuje i pojetí republikánské (substantivní pojetí rovnosti nestejně nadaných občanů jako sounáležitosti ke komunitě, kde vzájemně prožíváme žitý svět).

### Neoklasická ekonomie
Zdá se, že čtyři z těchto přístupů – neoklasičtí starokeynesiánci, noví keynesiánci, monetaristé a noví klasici – do značné míry souhlasí s tvrzeními, která lze také nalézt ve většině běžných makroučebnic. Neoliberální válka se sociálním státem je ekonomická i politická. Ekonomickým cílem jsou zvýšené zisky soukromého sektoru. Politickým cílem je snížení sociální solidarity. Strategií je co nejvíce zmenšit, privatizovat a přesunout daně. Nebezpečí je nejen v tom, že se to liberálům daří, ale že tlačí tak daleko, že uvolňují tržní systém a obnovují podmínky, které Polyani (1944) vinil ze vzestupu fašismu ve třicátých letech minulého století. Neoliberální útok na veřejné penze je chápán jako trvalý proces s dvojím cílem „snížení velikosti“ a „změna charakteru“ sociálního státu. Snižování velikosti znamená zavedení „liberálního“ sociálního řádu. Změna charakteru znamená přijetí amerického modelu.
- Snížená velkorysost výhod, definovaná jak z hlediska peněžní hodnoty, tak doby trvání výhod.
- Nahrazení „všeobecných práv“ na dávky sociálního státu výrazem „znamená testování“.
- Přesunutí větší produkce státu blahobytu z veřejného sektoru do soukromého sektoru.
- Financování sociálního státu prostřednictvím daní z příjmu práce a degresivních daní (DPH), nikoli z kapitálových příjmů.

Zastánci privatizace argumentují ve prospěch fondových systému na základě logiky neoklasické metodologie (fondy zvýší úspory a tím zvýší růst a akumulaci; větší úspory povedou k větší návratnosti a hlavně vyřeší demografické šoky a stárnutí populace). Delší délka života a nižší plodnost povedou ke stárnutí populace. Tím se zvýší zatížení společnosti. Na první pohled bychom si mohli myslet, že pokud stárnutí dosáhne určité prahové hodnoty založené na definovaných přínosech, PAYG programy se stanou nespolehlivými a finančně nejisté.

### Post-Keynesovká ekonomie a její kritika hospodářského liberalismu
Post keynesiánská ekonomie má svůj vlastní metodologický a didaktický základ a její realistická analýza je v současné ekonomické a finanční krizi velmi potřebná. V době, kdy původní sdělení Keynesovy obecné teorie již není přítomno ve většině univerzitních osnov, tak je nezbytné reformovat ekonomickou vědu. Existuje specificky post-keynesiánský pohled na ekonomiku blahobytu. Tvrdí, že tato perspektiva upřednostňuje rovnostářský aktivismus. Nicméně egalitářské reformy budou vzkvétat, pouze pokud budou generovat a odrážet rovnostářskou kulturu. Soudě podle nárůstu podílů na příjmech rentiérů se zdá, že financializace nakazila všechny industrializované ekonomiky (Power et al., 2003; Jayadev a Epstein, 2007). PKM si klade za cíl ukázat neúčinnost a teoretické limity dominantního přístupu k sociální politice tím, že znovu připomene historickou nezbytnost sociálního zabezpečení, navrženého tak, aby uspokojovalo produkční systém z hlediska efektivity a současně umožňovalo uspokojovat potřeby obyvatelstva.
PKM přehodnocuje vztahy mezi demografickým stárnutím, zátěží závislosti a mezigeneračním konfliktem, ve které jsou nezaměstnanost a nadbytečná kapacita normální pro fungování kapitalistických ekonomik a zdroje nejsou obecně plně využívány. V konečném důsledku otázka skutečné udržitelnosti sociálního zabezpečení, zdravotní péče atd. závisí z velké části na produktivitě práce a pracovních zdrojích dostupných v budoucnosti a ne na čistě demografických ukazatelích stárnutí populace - což dnes nikdo s jistou mírou pravděpodobnosti neví. Nadcházející vlna odchodu do důchodu v podobě baby-boomu hraje ve výzvách k „reformě“ programu trvalou roli. Obecné stárnutí populace však zajišťuje, že problém nezmizí, i když tato generace odejde do důchodu.  Zatímco většina veřejné diskuse se zaměřuje na dlouhodobé finance sociálního zabezpečení, ve skutečnosti záleží na tom, zda bude ekonomika schopna produkovat dostatečné množství skutečného zboží a služeb, které budou poskytovat jak pracovníkům, tak závislým osobám. Pokud to nemůže, pak bez ohledu na finance sociálního zabezpečení bude skutečná životní občanů být nižší než dnes. Jakékoli reformy sociálního zabezpečení, které jsou dnes provedeny, by se měly zaměřit spíše na zvýšení kapacity ekonomiky produkovat skutečné zboží a služby, než na zajištění kladné pojistně-matematické rovnováhy. Všichni modeláři „vědí“, že pokud budou trendy v nákladech v minulosti pokračovat (ergodicky) do budoucna, vzhledem k demografickým trendům a vzhledem k odhadům daní ze mzdy vybíraných na některém modelu ergodického ekonometrického předpovídání, budou odtoky hotovosti z „fondu sociálního zabezpečení“ převyšovat příliv hotovosti. Neoklasičtí ekonomové tvrdí to, že za x let na jednoho zaměstnaného pracovníka bude mnohem více starších lidí, než je tomu v současnosti, takže si my (zaměstnaná populace) nemůžeme dovolit podporovat starší občany pohodlným způsobem pomocí sociálního zabezpečení (PAYG systém). Podle nich musíme okamžitě zvýšit věk odchodu do důchodu anebo privatizovat systém sociálního zabezpečení, abychom udrželi více členů populace pracujících a platících do fondu, a proto aby v budoucnu fondy (FUND systém) mohli přežívat. Bob Eisner má několik článků, které poukazovaly na klamný výkřik, že sociální zabezpečení bylo a je odsouzeno k bankrotu, pokud by se neučinilo něco, co by zabránilo budoucím deficitům v systému. Tvrdí, že projekce o budoucnosti programu jsou příliš pesimistické, a že i kdyby se to potvrdilo, drobné úpravy úrovní daní a dávek by mohly zajistit účinné fungování systému. Eisner navrhuje, aby byl systém efektivnější a spravedlivější tím, že místo současných daní ze mzdy bude vyplácet dávky ze všeobecných daní z příjmu. Protože daně z příjmu jsou relativně progresivní, zdanění příjmů z jiných zdrojů než ze mzdy. Eisner navíc navrhuje doplnění stávajícího systému tím, že nabídne pracovníkům možnost dodatečně odečíst příspěvky na sociální zabezpečení, které by jim po odchodu do důchodu poskytly větší výhody. Pracovníci by měli možnost směrovat své doplňkové účty na indexovaný, pasivně spravovaný akciový fond nebo státní cenné papíry, které platí o něco vyšší sazbu než ty, které jsou drženy ve svěřeneckém fondu sociálního zabezpečení. Hlavním účelem účtů by bylo zvýšit v současné době nízké úrovně národních úspor i úspor domácností. Thomas Palley věří, že nejlepším způsobem financování sociálního zabezpečení je snížení daní ze mzdy a financování veřejného důchodového systému z obecných daňových příjmů. Předfinancování sociálního zabezpečení časem nezvýší úspory.
V postkeynesovské ekonomii existuje dnes už mnoho studií, které dokazují ne-realističnost tržního fundamentalismu v otázce zrušení veřejných penzí a sociálního zabezpečení:
1. PAYG systém (nultý a první pilíř) není jako FUND systém (druhý a třetí pilíř). Nultý je systém sociálního zabezpečení (mezigenerační solidarita; kolektivní systém; neexistuje zásluhovost) a První pilíř je státní zásluhový systém, dle reformy Jany Maláčové a Danuše Nerudové. Naopak druhý a třetí je systém sociálního pojištění (individuální; zásluhový).
2. Privatizace systému a jeho de facto zničení nezajistí důchody pro budoucí generace. Liberální kapitalismus neusiluje o plnou zaměstnanost a mnozí lidé si nebudou schopni spořit. Dále soukromé fondy nejsou schopni kontrolovat inflaci, protože na rozdíl od státu nebudou valorizovat. V poslední řadě státy vždy budou muset garantovat soukromé podnikání správců fondů.
3. Zastánci privatizace argumentují ve prospěch fondových systému na základě logiky neoklasické metodologie (fondy zvýší úspory a tím zvýší růst a akumulaci; větší úspory povedou k větší návratnosti a hlavně vyřeší demografické šoky a stárnutí populace). Delší délka života a nižší plodnost povedou ke stárnutí populace. Tím se zvýší zatížení společnosti. Na první pohled bychom si mohli myslet, že pokud stárnutí dosáhne určité prahové hodnoty založené na definovaných přínosech, PAYG programy se stanou nespolehlivými a finančně nejisté.

S tímto post-keynesovci nesouhlasí.Fondové systémy jsou koncipovány v pre-keynesiánském světě, kde jsou všechny úspory automaticky převedeny na investice, tj. efektivní poptávka není problém. Nicméně kapitálové diskuse a teorie endogenních peněz ukázaly, že více úspor v současnosti může uvolnit deflační procesy a zvýšit nezaměstnanost. Kromě toho, pokud ekonomika funguje pod plnou zaměstnaností, obvykle nedochází ke kompromisu mezi důchody, investicemi a spotřebou pracovníků. Program PAYG zde může přispět k dosažení plné kapacity hospodářství, protože je součástí agregované poptávky. Vlády budou cítit menší politický tlak na zvyšování důchodů pro stárnoucí populaci, protože financované systémy přesouvají riziko na jednotlivce (zejména důchodce). Budoucí důchody budou záviset na kapacitě produkovat v tomto čase produkci, bez ohledu na důchodové systémy. Proto by se vlády měly zabývat zvyšováním míry účasti na práci, kvalitou lidského kapitálu a množstvím výrobních kapacit. Vytvoření svěřeneckých fondů vytváří recesivní a deflační podmínky. Navíc nezaručují výplatu důchodů v budoucnu, kdy se zvýší věková závislost. Měli bychom uvažovat o zvýšení míry zaměstnanosti. Z post keynesiánského pohledu je pojištění založené na PAYG považováno za systém daňových převodů, který přerozděluje příjem na agregované úrovni (Bell a Wray, 2000; Campbell, 1969; Eisner, 1998; Wray, 2004) a je jedním z významné sociální instituce vytvořené sociálním státem (Cesaratto, 2005). Jinými slovy, je to spíše „mezigenerační plán zajištění“ než pouhý spořicí penzijní plán (Wray, 2004).
Podle Dimitri B. Papadimitriou a L. Randall Wray  bychom měli dělat tuto politiku sociálního zabezpečení (ne pojištění):
1. Měli bychom se postupně vracet do systému průběžného (PAYG) financování.
2. Svěřenecké fondy by měly být omezeny na více než 100 procent výdajů, což je částka obecně považovaná za dostatečnou pro zobrazení programů prostřednictvím recesí typu back-to-back.
3. Měla by se začít diskuse o správném základu daně, který by se použil ke generování příjmů. Vzhledem k demografickým změnám, které ve srovnání s příjemci sníží počet pracujících, je upřednostňována širší základna.
4. Obecná fiskální politika by měla být koncipovaná tak, aby povzbudila rychlejší a udržitelný růst, větší zaměstnanost a vyšší účast pracovních sil.
5. Správci fondů by se měli vzdát používání dlouhodobých odhadů pojistně-matematické rovnováhy.
6. Zásadní změny, jako je částečná nebo úplná privatizace, snížení dávek a prodloužení věku odchodu do důchodu, nemají v reformě místo.

### Jak počítat závislost penzí?
Keynesiánská logika ukazuje, jak populace působí na ekonomiku nepřímo, prostřednictvím agregátní poptávky. Pokud omezení blahobytu v reakci na krizi stárnutí způsobí deflaci, pak by to mohlo odrazovat od investic, brzdit hospodářský růst a ohrozit skutečné příjmy důchodců (Palley, 1998). Přehnaná reakce tvůrců politik by mohla být problémem horším než samotné stárnutí populace. Někdy se tvrdí, že nepříznivý demografický vývoj slibuje, že stávající sociální stát bude nedostupný. Je pravda, že stárnoucí populace zvýší nároky na důchod, ale existují faktory, které to kompenzují. Sociální stát také podporuje mladé prostřednictvím vzdělávání, rodinné pomoci a zdravotní péče. Finanční zátěž sociálního státu je dána „poměrem závislosti“, což je poměr závislých na sociálním státě k pracující populaci. Závislé osoby se skládají z mladých a starých. Poměr závislosti se v průběhu času ve skutečnosti snižoval kvůli klesající velikosti rodiny, zatímco se zvyšovala účast pracovních sil. Druhým důvodem, proč je sociální stát cenově dostupný, je růst produktivity. Protože jsou pracovníci produktivnější, jako by pracující populace rostla rychleji, měřeno u „efektivních“ pracovníků. To snižuje poměr závislosti přizpůsobený produktivitě, což je poměr závislých na sociálním státu k efektivní pracující populaci.
Empirická analýza předchozích diskusí z post keynesiánské makroekonomické perspektivy se provádí ve dvou krocích: kompilace dat a výpočet alternativních (post keynesiánských) poměrů závislosti a makroekonomických nákladů důchodového systému. Účinný poměr ekonomické závislosti poskytuje společnosti skutečnou míru zátěže, kterou představuje neekonomicky aktivní populace. Pokud se dělníci dělí o plody technického pokroku prostřednictvím vyšších mezd, pak je to, jako by každý „skutečný“ pracovník byl „efektivním“ pracovníkem a zátěž skutečně klesá. Pokud však mzdy nerostou, pak se zvyšuje zátěž pracovníků na podporu zvýšeného počtu důchodců. To ukazuje, jak je otázka rozdělení příjmů stěžejní pro problém podpory rostoucí populace ve vyšším věku. Celková produktivita musí nejen růst, aby měla společnost dostatek celkových příjmů na zajištění seniorů, ale musí se dostat do rukou pracovníků. To znamená, že příjem se musí nejprve dostat do rukou těch, kteří platí za důchodový systém, a poté je převést na důchodce. Pokud je systém financován ze daní ze mzdy, pak musí růst i mzdy. Pokud to nebude k dispozici, zátěž pracovníků na podporu starších lidí poroste. Vyhnutí se stagnaci mezd je proto zásadní pro úspěšné snížení zátěže veřejných důchodů financovaných ze mzdy. Pokud je veřejný důchodový systém financován ze mzdy, pak je zátěž systému hluboce ovlivněna vzorem růstu mezd. Pokud je však veřejný důchodový systém financován ze všeobecné daně z příjmu a příjmy z daně z příjmu jsou úměrné HDP, pak růst růstu mezd již není důležitý (i když samozřejmě zůstává důležitý pro jednotlivé domácnosti). V druhém případě je důležitý pouze růst HDP: pokud mzdy stagnují a zisky rostou, příspěvky do veřejného důchodového systému nadále rostou prostřednictvím daní ze zisku. To odhaluje, jak financování veřejných penzijních systémů prostřednictvím daně ze mzdy, nikoli ze všeobecné daně z příjmu, přináší další zásadní problém s funkční distribucí příjmů.
PKM navrhuje dvě alternativy k tradičnímu poměru závislosti (poměr ekonomické a efektivní ekonomické závislosti) a alternativní výpočet makroekonomických nákladů celého systému. Cílem alternativních poměrů je demonstrovat, jak neformální zaměstnání, nezaměstnanost a nízké mzdy podkopávají systém, nikoli jeho design (PAYG). Výpočet makroekonomických nákladů navíc překračuje jednoduchou pojistněmatematickou rovnováhu systému (tj. Příjmy vs. výdaje) a ukazuje, že podíl nákladů na důchodce a jejich závislé osoby na národním důchodu byl nevýznamný. Toto je důležité opatření, protože přímo demonstruje distribuční funkci důchodového systému založeného na PAYG v souladu s post keynesiánským chápáním.
Neoklasický přístup: Contributions vs. expenditures
- celkový příjem / celkový počet přispěvatelů
- celkové výdaje / celkový počet důchodců a závislých osob,

Alternativní poměry:
Nízké reálné mzdy byly doprovázeny nezaměstnaností a neformálním zaměstnáním při oslabování příspěvku do systému, přesto se tyto problémy nepromítly do oficiálních ukazatelů závislosti. Proto je nutné zvážit celkovou neaktivní populaci podporovanou aktivní populací - včetně neformálních zaměstnanců - a produktivitu v alternativních verzích stejných poměrů. Podle Palleyho (1998, s. 94) se jeden takový poměr vypočítá vydělením neaktivní populace (tj. Důchodců, nezaměstnaných, závislých osob a dětí) počtem (aktivních) pracovníků.
- the economic dependency ratio = Neaktivní populace /Formální a neformální pracovníci

růst produktivity práce snižuje skutečné břemeno podpory ekonomicky neaktivního obyvatelstva nebo závislosti, protože každý aktivní pracovník produkuje více. Tento efekt lze zachytit „efektivním poměrem ekonomické závislosti“, který měří ekonomicky neaktivní populaci na efektivního pracovníka (tj. Počet pracovníků upravený pro zvýšení produktivity) (Palley, 1998, s. 95).
- poměr efektivní ekonomické závislosti = neaktivní populace / počet efektivních pracovníků.

Počet efektivních pracovníků se stanoví následovně: N (t) = [1 + n + g] N (t-1) kde N (t) = efektivní pracovníci v čase t, n = populace rychlost růstu, a g = rychlost růstu produktivity.
Efektivní počet důchodců se vypočítá následovně: E (t) = E (t-1) + r [1 + g] P (t-1) kde E (t) = efektivní důchodci v čase t, r = rychlost růstu počtu důchodců, P (t - 1) = počet skutečných pracovníků v čase t - 1.
Makroekonomické náklady příjemců:
Dalším cílem reformy byla pojistněmatematická nerovnováha systému, která se stala neudržitelnou a obrovským nákladem pro národní hospodářství. Ačkoli je důležité znát pojistněmatematické náklady, je také nutné porozumět skutečným makroekonomickým nákladům důchodového systému: podílu národních dávek na národní produkci.
Podle Thompsona „[ekonomické] náklady na podporu populace v důchodu se měří pomocí zboží a služeb, které spotřebovávají. Bez ohledu na to, jak populace v důchodu financovala své nákupy, zboží a služby spotřebované důchodci nejsou pro ostatní k dispozici “(1998, s. 40). Thompson (1998, s. 40) proto poskytuje následující vzorec pro výpočet těchto nákladů na agregované úrovni.
- Náklady na podporu důchodců = Spotřeba důchodců / Celková národní produkce
- ekonomické náklady příjemců = celkové přínosy / hrubý národní produkt

Thompson (1998, s. 40) vypočítává životní úroveň důchodců takto:
- životní úroveň důchodců  = Průměrná spotřeba důchodců / Průměrná spotřeba celkové populace